# Ферекл
Ферекл (др.-греч. Φέρεκλος) — персонаж древнегреческой мифологии. Сын Тектона. Троянец. Изготовил корабль, на котором Парис плавал в Спарту за Еленой. Согласно Гелланику, оракул предсказал троянцам заниматься земледелием, а не мореплаванием, чтобы не погубить город.
Во время войны Ферекл был убит Мерионом.